# Phare de Withernsea
Le phare de Whiternsea est un phare situé au milieu de la ville de Withernsea dans le comté du Yorkshire de l'Est en Angleterre.
Ce phare était géré par le Trinity House Lighthouse Service à Londres, l'organisation de l'aide maritime des côtes de l'Angleterre, jusqu'au 1er juillet 1976. Il est maintenant devenu un musée.
Il est maintenant protégé, ainsi que les maisons des gardiens, en tant que monuments classés du Royaume-Uni de Grade II depuis 1990.

## Histoire
La base du phare-musée présente des expositions de la Royal National Lifeboat Institution (RNLI) et de la Maritime and Coastguard Agency, avec des maquettes et de vieilles photographies. Elles racontent l'histoire des épaves dans la région et détaillent les différents canots de sauvetage et les équipages de Withernsea qui ont sauvé 87 vies entre 1862 et 1913, ainsi que l'histoire des bateaux de sauvetage de Spurn.
La salle d'Histoire locale présente des photographies de l'Époque victorienne et de l'Époque édouardienne de la ville, y compris la jetée et la voie ferrée.
L'ancien phare est également un mémorial de Kay Kendall, une célébrité du cinéma dans les années 1950 née à Withernsea.
La lanterne du phare se visite après avoir grimpé ses 144 marches. La lampe n'y est cependant plus présente, puisqu'elle a été démontée après la fermeture puis envoyée au phare de St Mary's dans le comté de Tyne and Wear où elle est actuellement exposée.
Le phare est situé à une distance d'environ 400 mètres du front de mer. À l'époque de sa construction, la peur de l'érosion côtière avait conduit à ce positionnement protégé par des dunes de sable.
Identifiant : ARLHS : ENG-169 - Amirauté : A2574 -
|                          |
| Intérieur du phare-musée |

|                  |
| Le phare en 1906 |

|                       |
| Vu à partir d'une rue |

|                             |
| Vue depuis le haut du phare |

### Lien connexe
- Liste des phares en Angleterre